# Epilobium arcticum
Epilobium arcticum — вид трав'янистих рослин родини онагрові (Onagraceae), поширений на півночі Північної Америки й Азії.

## Опис
Багаторічна трава висотою (2)6–12(17) см. Лише волокнисті корені присутні. Горизонтальні або підземний стебла відсутні. Каудекс присутній (непомітний). Надземні стебла розвинені, підняті, з малими волосками. Листя розподіляється вздовж стебла, супротивне (на всьому стеблі, що відрізняє цей таксон від E. anagallidifolium), помирає щорічно і нестійке. Черешки відсутні. Листові пластини довжиною 4–10 мм, шириною 1–3(4) мм, довгасті (вузькі) або яйцеподібні (листя біля основи рослини) або обрізані (молоді листки), плоскі; верхня поверхня гола; нижня поверхня гола або волохата (уздовж середнього ребра); волоски рідкі або помірно щільні, білі, вигнуті; краї листків цілі або зубчасті; верхівки тупі або округлі.
Квіткові стебла з листям, волосаті; волоски прості, коротші, ніж діаметр квіткового стебла, білі або напівпрозорі. Квітки самотні, або в суцвіттях до 4 квіток. Суцвіття дифузні, подовжуються, коли плоди дозрівають. Квітоніжки з не залозистими волосками. Чашолистків 4, вільні, 0.5–1 мм довжиною, шириною 3–3.5 мм, зелені й червоні (відтінок), гладкі або волохаті; волоски не залозисті, білі або напівпрозорі. Пелюстків 4, вільні, білі або рожеві (бліді), зворотнояйцеподібні, 4–4.5 мм завдовжки, 1.5–2.5 мм завширшки. Тичинок 8. Пиляки 0.3–0.4 мм завдовжки. Плід на стеблі 25–40 мм завдовжки, сухий, коробочка, подовжено-циліндричний, коричневий або червоний (відтінений), 20–40 мм завдовжки, 1.2–2 мм завширшки, волосатий (з не залозистими волосками); поверхня видається безжилковою, не виразно сплюснена. Насіння численне, 1.2–1.4 мм завдовжки (з пучком шовковистого волосся довжиною 6–7 мм), коричневе, поверхня гладка.

## Поширення
Північна Америка: Ґренландія, пн. Канада, Аляска — США. Азія: Далекий Схід, пн.-сх. Сибір. Населяє мокрі луги, краї водойм, заглиблення, річкові тераси; недосконало осушені вологі ділянки, мул, глина, мохові ділянки, з низьким органічним вмістом, рідкісний у вологій глиняній тундрі; 100—500 м.